# IFMP
IFMP (англ. Ipsilon Flow Management Protocol — Протокол управления потоком Ipsilon) — протокол, позволяющий узлу инструктировать смежный узел, чтобы тот присоединил метку 2-го уровня (модели OSI) к указанному IP-потоку. Метка позволяет более эффективно получать доступ к кэшированной маршрутной информации для этого потока. Также позволяет потоку коммутироваться вместо того, чтобы прокладывать маршрут в некоторых случаях.
Протокол подробно описан в спецификации RFC 1953.
Протокол IFMP был создан в 1996 году компанией Ipsilon Networks и поддерживается большинством выпускаемых ей IP-коммутаторов. Некоторые другие производители коммутаторов, такие как 3Com и IBM, также поддерживают протокол.

## Структура дейтаграмм протокола
Протокол имеет два основных режима. Первый — это протокол соседства (Adjacency Protocol), второй — протокол переадресации (Redirection Protocol).
Дейтаграммы IFMP инкапсулируются в IP-пакеты и передаются по адресу ограниченного широковещания (255.255.255.255).

### Adjacency Protocol
Структура протокола выглядит следующим образом:
| +  | 0 — 7          | 0 — 7          | 0 — 7          | 0 — 7          | 0 — 7          | 0 — 7          | 0 — 7          | 0 — 7          | 8 — 15         | 8 — 15         | 8 — 15         | 8 — 15         | 8 — 15         | 8 — 15         | 8 — 15         | 8 — 15         | 16 — 31           | 16 — 31           | 16 — 31           | 16 — 31           | 16 — 31           | 16 — 31           | 16 — 31           | 16 — 31           | 16 — 31           | 16 — 31           | 16 — 31           | 16 — 31           | 16 — 31           | 16 — 31           | 16 — 31           | 16 — 31           |
| -- | -------------- | -------------- | -------------- | -------------- | -------------- | -------------- | -------------- | -------------- | -------------- | -------------- | -------------- | -------------- | -------------- | -------------- | -------------- | -------------- | ----------------- | ----------------- | ----------------- | ----------------- | ----------------- | ----------------- | ----------------- | ----------------- | ----------------- | ----------------- | ----------------- | ----------------- | ----------------- | ----------------- | ----------------- | ----------------- |
| 0  | Версия         | Версия         | Версия         | Версия         | Версия         | Версия         | Версия         | Версия         | Код            | Код            | Код            | Код            | Код            | Код            | Код            | Код            | Контрольная сумма | Контрольная сумма | Контрольная сумма | Контрольная сумма | Контрольная сумма | Контрольная сумма | Контрольная сумма | Контрольная сумма | Контрольная сумма | Контрольная сумма | Контрольная сумма | Контрольная сумма | Контрольная сумма | Контрольная сумма | Контрольная сумма | Контрольная сумма |
| 32 | Тело сообщения | Тело сообщения | Тело сообщения | Тело сообщения | Тело сообщения | Тело сообщения | Тело сообщения | Тело сообщения | Тело сообщения | Тело сообщения | Тело сообщения | Тело сообщения | Тело сообщения | Тело сообщения | Тело сообщения | Тело сообщения | Тело сообщения    | Тело сообщения    | Тело сообщения    | Тело сообщения    | Тело сообщения    | Тело сообщения    | Тело сообщения    | Тело сообщения    | Тело сообщения    | Тело сообщения    | Тело сообщения    | Тело сообщения    | Тело сообщения    | Тело сообщения    | Тело сообщения    | Тело сообщения    |

- Версия

Текущая версия имеет значение 1.
- Код

Код, определяющий назначение сообщения:
- SYN: Код = 0
- SYNACK: Код = 1
- RSTACK: Код = 2
- ACK: Код = 3

- Контрольная сумма

Контрольная сумма пакета IFMP. Контрольная сумма должна быть рассчитана при передаче пакета и должна быть проверена при получении пакета. При расчете контрольной суммы само поле контрольной суммы должно приниматься как ноль.

### Redirection Protocol
Структура протокола выглядит следующим образом:
| +  | 0 — 7          | 0 — 7          | 0 — 7          | 0 — 7          | 0 — 7          | 0 — 7          | 0 — 7          | 0 — 7          | 8 — 15         | 8 — 15         | 8 — 15         | 8 — 15         | 8 — 15         | 8 — 15         | 8 — 15         | 8 — 15         | 16 — 31           | 16 — 31           | 16 — 31           | 16 — 31           | 16 — 31           | 16 — 31           | 16 — 31           | 16 — 31           | 16 — 31           | 16 — 31           | 16 — 31           | 16 — 31           | 16 — 31           | 16 — 31           | 16 — 31           | 16 — 31           |
| -- | -------------- | -------------- | -------------- | -------------- | -------------- | -------------- | -------------- | -------------- | -------------- | -------------- | -------------- | -------------- | -------------- | -------------- | -------------- | -------------- | ----------------- | ----------------- | ----------------- | ----------------- | ----------------- | ----------------- | ----------------- | ----------------- | ----------------- | ----------------- | ----------------- | ----------------- | ----------------- | ----------------- | ----------------- | ----------------- |
| 0  | Версия         | Версия         | Версия         | Версия         | Версия         | Версия         | Версия         | Версия         | Код            | Код            | Код            | Код            | Код            | Код            | Код            | Код            | Контрольная сумма | Контрольная сумма | Контрольная сумма | Контрольная сумма | Контрольная сумма | Контрольная сумма | Контрольная сумма | Контрольная сумма | Контрольная сумма | Контрольная сумма | Контрольная сумма | Контрольная сумма | Контрольная сумма | Контрольная сумма | Контрольная сумма | Контрольная сумма |
| 32 | Тело сообщения | Тело сообщения | Тело сообщения | Тело сообщения | Тело сообщения | Тело сообщения | Тело сообщения | Тело сообщения | Тело сообщения | Тело сообщения | Тело сообщения | Тело сообщения | Тело сообщения | Тело сообщения | Тело сообщения | Тело сообщения | Тело сообщения    | Тело сообщения    | Тело сообщения    | Тело сообщения    | Тело сообщения    | Тело сообщения    | Тело сообщения    | Тело сообщения    | Тело сообщения    | Тело сообщения    | Тело сообщения    | Тело сообщения    | Тело сообщения    | Тело сообщения    | Тело сообщения    | Тело сообщения    |

- Версия

Текущая версия имеет значение 1.
- Код

Код, определяющий назначение сообщения:
- REDIRECT: Код = 4
- RECLAIM: Код = 5
- RECLAIM ACK: Код = 6
- LABEL RANGE: Код = 7
- ERROR: Код = 8

- Контрольная сумма

Контрольная сумма пакета IFMP. Контрольная сумма должна быть рассчитана при передаче пакета и должна быть проверена при получении пакета. При расчете контрольной суммы само поле контрольной суммы должно приниматься как ноль.